# 翁斯德雷赫特
翁斯德雷赫特（荷蘭語：Woensdrecht）是荷蘭的一個市鎮，位於荷蘭南部，在行政區劃上屬於北布拉班特省。這裡有一個空軍基地。

## 外部連結
- 维基共享资源上的相關多媒體資源：翁斯德雷赫特
- Official website （页面存档备份，存于）